# ديفيد ماثيوز (ملحن بريطاني)
ديفيد ماثيوز (بالإنجليزية: David Matthews)‏ هو ملحن بريطاني، ولد في 9 مارس 1943 في لندن في المملكة المتحدة.

## وصلات خارجية
- ديفيد ماثيوز على موقع IMDb (الإنجليزية)
- ديفيد ماثيوز على موقع ميوزك برينز (الإنجليزية)
- ديفيد ماثيوز على موقع أول ميوزيك (الإنجليزية)
- ديفيد ماثيوز على موقع ديسكوغز (الإنجليزية)
- ديفيد ماثيوز على موقع قاعدة بيانات الفيلم (الإنجليزية)